# Paula Bennett
Paula Lee Bennett, née le 9 avril 1969 à Auckland, est une femme politique néo-zélandaise, qui été le 18e vice-premier ministre entre décembre 2016 et octobre 2017.
Bennett représentait auparavant l'électorat de Waitakere, qui été aboli avant les élections générales de 2014. Elle prend sa retraite du parlement lors des élections générales de 2020.